# Ferdinand Wilhelm von Bock
Ferdinand Wilhelm Freiherr von Bock (* 31. Mai 1819 in Cosel; † 29. September 1884 in Neiße) war ein preußischer Generalleutnant.

## Leben

### Herkunft
Ferdinand war ein Sohn des preußischen Oberstleutnants Friedrich von Bock (1787–1851) und dessen Ehefrau Ferdinandine Löwenberger, geborene von Schönholz (1785–1819).

### Werdegang
Bock besuchte die Kadettenhäuser in Kulm und Berlin. Anschließend wurde er am 18. August 1836 als Portepeefähnrich dem 22. Infanterie-Regiment der Preußischen armee überweisen und avancierte bis Ende September 1838 zum Sekondeleutnant. Auf ein jahr folgte ab April 1844 seine Kommandierung zur 6. Pionier-Abteilung. Während des polnischen Aufstands nahm er 1846 an der Besetzung von Krakau teil. Vom 15. Februar bis zum 1. Mai 1848 war er zum 6. Jäger-Bataillon kommandiert. Während des Aufstands von 1848 in Posen nahm Bock am Gefecht bei Reczkow teil und wurde am 21. November 1848 in das 6. Jäger-Bataillon versetzt. Während der Niederschlagung der Revolution nahm er am 7. Mai 1849 an den Straßenkämpfen in Breslau teil.
Er wurde am 22. Juni 1852 zum Premierleutnant befördert und stieg am 18. Januar 1853 mit der Versetzung in das 2. Jäger-Bataillon zum Hauptmann auf. Dort wurde er am 1. April 1855 zum Kompaniechef ernannt. Am 1. Juli 1860 folgte seine Versetzung in das 6. Pommersche Infanterie-Regiment Nr. 49. Daran schloss sich am 17. März 1863 unter Beförderung zum Major seine Ernennung zum Kommandeur des Füsilier-Bataillons im 2. Pommerschen Grenadier-Regiment (Colberg) Nr. 9 in Pyritz an. Vom 7. August 1863 bis zum 5. Dezember 1864 war sein Bataillon an die russisch-polnische Grenze kommandiert. Bock  wurde am 18. April 1865 als Kommandeur des I. Bataillons in das 4. Oberschlesische Infanterie-Regiment Nr. 63 versetzt. Als solcher nahm er am Deutschen Krieg teil und avancierte am 31. Dezember 1866 mit Patent vom 30. Oktober 1866 zum Oberstleutnant. Unter Beförderung zum Oberst wurde Bock am 18. Juni 1869 zum Kommandeur des 1. Posenschen Infanterie-Regiments Nr. 18 ernannt, dass er 1870/71 während des Krieges gegen Frankreich vor Pfalzburg und Paris sowie bei Chevilly, Choisy-le-Roi, Thiais, Villejuif und Mont Mesl führte.
Ausgezeichnet mit dem Eisernen Kreuz II. Klasse wurde Bock nach dem Friedensschluss unter Stellung à la suite seines Regiments am 23. Mai 1873 zum Kommandeur der  7. Infanterie-Brigade ernannt und am 2. September 1873 zum Generalmajor befördert. In dieser Eigenschaft erhielt er anlässlich des Ordensfestes im Januar 1877 den Roten Adlerorden II. Klasse mit Eichenlaub. Am 12. März 1878 wurde er unter Verleihung des Charakters als Generalleutnant mit Pension zur Disposition gestellt. Er starb am 29. September 1884 in Neiße.

### Familie
Bock heiratete am 11. November 1846 in Polnisch-Wartenberg Lyda von Teichmann und Logischen (1826–1847), eine Tochter des Rittmeisters Sylvius Wilhelm von Teichmann. Nach ihrem frühen Tod heiratete er am 21. Juli 1850 in Wachow (Kreis Rosenberg) Marie von Wallhoffen (1830–1917). Aus den Ehen gingen folgende Kinder hervor:
- Nanny (* 1847) ⚭ 1867 Constantin Freiherr von Seherr-Thoß (* 1830), Landrat des Kreises Neisse[1]
- Lydia (* 1852)
- Wally (* 1854) ⚭ 1877 Hans Freiherr von Schleinitz (1842–1902), Oberstleutnant a. D.[2]
- Olga (* 1856) ⚭ 1907 Adell Henrie Trouk, Professor und Maler
- Maria Theresia (* 1858)
- Georg (* 1862)